# Gare d’Hazebrouck
Gare d'Hazebrouck – stacja kolejowa w Hazebrouck, w departamencie Nord, w regionie Hauts-de-France, we Francji.
Została otwarta w 1848 przez Compagnie des chemins de fer du Nord. Jest stacją Société nationale des chemins de fer français (SNCF), obsługiwaną przez pociągi TGV i TER Nord-Pas-de-Calais.